# Riedenburg
Riedenburg ist eine Stadt im niederbayerischen Landkreis Kelheim und liegt im Altmühltal am Fuße der Rosenburg und der beiden Burgruinen Rabenstein und Tachenstein.

## Geographie

### Gemeindegliederung
Es gibt 44 Gemeindeteile (in Klammern ist der Siedlungstyp angegeben):
- Aicholding (Weiler)
- Altmühlmünster (Kirchdorf)
- Baiersdorf (Kirchdorf)
- Buch (Kirchdorf)
- Deising (Kirchdorf)
- Dieterzhofen (Weiler)
- Echendorf (Kirchdorf)
- Echenried (Weiler)
- Eggmühl (Einöde)
- Einthal (Kirchdorf)
- Emmerthal (Einöde mit Kirche)
- Flügelsberg (Dorf)
- Frauenberghausen (Kirchdorf)
- Georgenbuch (Weiler mit Kirche)
- Gleislhof (Einöde)
- Grub (Einöde)
- Gundlfing (Kirchdorf)
- Haidhof (Dorf)
- Harlanden (Kirchdorf)
- Hattenhausen (Kirchdorf)
- Hattenhofen (Weiler)
- Jachenhausen (Pfarrdorf)
- Keilsdorf (Kirchdorf)
- Kohlmühle (Einöde)
- Laubhof (Weiler)
- Lintlhof (Einöde)
- Meihern (Kirchdorf)
- Neuenkehrsdorf (Weiler)
- Nußhausen (Weiler)
- Obereggersberg (Kirchdorf)
- Oberhofen (Kirchdorf)
- Otterzhofen (Kirchdorf)
- Perletzhofen (Kirchdorf)
- Pillhausen (Einöde)
- Prunn (Pfarrdorf)
- Ried (Weiler)
- Riedenburg (Hauptort)
- Sankt Gregor (Weiler)
- Sankt Ursula (Einöde)
- Schaitdorf (Weiler)
- Schambach (Kirchdorf)
- Schloßprunn (Schloss)
- Thann (Kirchdorf)
- Untereggersberg (Dorf)

Es gibt 18 Gemarkungen: Altmühlmünster, Baiersdorf, Buch, Deising, Dieterzhofen, Echendorf, Eggersberg, Hattenhausen, Jachenhausen, Keilsdorf, Meihern, Otterzhofen, Paintner Forst (nur Gemarkungsteil 1), Perletzhofen, Prunn, Riedenburg, Schaitdorf und Thann. Die 44 Gemeindeteile verteilen sich auf 17 der 18 Gemarkungen, nur der Paintner Forst ist unbewohnt.
| \| Gemarkungs- schlüssel \| Gemarkung \| Fläche[5] km² \| Gemeindeteile \| \| --------------------- \| --------------------- \| ------------- \| ----------------------------------------------------------------- \| \| 5506 \| Altmühlmünster \| 2,51 \| Altmühlmünster, Eggmühl, Laubhof \| \| 5512 \| Baiersdorf \| 3,29 \| Baiersdorf \| \| 5516 \| Buch \| 6,67 \| Buch, Schambach \| \| 5501 \| Deising \| 3,53 \| Deising \| \| 5510 \| Dieterzhofen \| 5,51 \| Dieterzhofen, Hattenhofen \| \| 5517 \| Echendorf \| 4,23 \| Echendorf, Echenried, Kohlmühle \| \| 5508 \| Eggersberg \| 8,75 \| Ober- und Untereggersberg, Georgenbuch, Harlanden, Oberhofen \| \| 5515 \| Hattenhausen \| 5,28 \| Hattenhausen, Frauenberghausen \| \| 5505 \| Jachenhausen \| 4,76 \| Jachenhausen, Sankt Ursula \| \| 5513 \| Keilsdorf \| 1,75 \| Keilsdorf \| \| 5502 \| Meihern \| 3,52 \| Meihern, Flügelsberg, Sankt Gregor \| \| 5504 \| Otterzhofen \| 5,40 \| Otterzhofen \| \| 5521-1 \| Paintner Forst (Teil) \| 3,02 \| - \| \| 5503 \| Perletzhofen \| 9,00 \| Perletzhofen, Gundlfing, Haidhof \| \| 5514 \| Prunn \| 10,55 \| Prunn, Einthal, Emmerthal, Nußhausen, Pillhausen, Schloßprunn \| \| 5509 \| Riedenburg \| 11,09 \| Riedenburg, Aicholding, Gleislhof, Grub, Lintlhof, Neuenkehrsdorf \| \| 5511 \| Schaitdorf \| 4,26 \| Schaitdorf, Ried \| \| 5507 \| Thann \| 7,20 \| Thann \| \| \| Stadt Riedenburg \| 100,32 \| \| |                       |            |                                                                   |
| Gemarkungs- schlüssel | Gemarkung             | Fläche km² | Gemeindeteile                                                     |
| 5506 | Altmühlmünster        | 2,51       | Altmühlmünster, Eggmühl, Laubhof                                  |
| 5512 | Baiersdorf            | 3,29       | Baiersdorf                                                        |
| 5516 | Buch                  | 6,67       | Buch, Schambach                                                   |
| 5501 | Deising               | 3,53       | Deising                                                           |
| 5510 | Dieterzhofen          | 5,51       | Dieterzhofen, Hattenhofen                                         |
| 5517 | Echendorf             | 4,23       | Echendorf, Echenried, Kohlmühle                                   |
| 5508 | Eggersberg            | 8,75       | Ober- und Untereggersberg, Georgenbuch, Harlanden, Oberhofen      |
| 5515 | Hattenhausen          | 5,28       | Hattenhausen, Frauenberghausen                                    |
| 5505 | Jachenhausen          | 4,76       | Jachenhausen, Sankt Ursula                                        |
| 5513 | Keilsdorf             | 1,75       | Keilsdorf                                                         |
| 5502 | Meihern               | 3,52       | Meihern, Flügelsberg, Sankt Gregor                                |
| 5504 | Otterzhofen           | 5,40       | Otterzhofen                                                       |
| 5521-1 | Paintner Forst (Teil) | 3,02       | -                                                                 |
| 5503 | Perletzhofen          | 9,00       | Perletzhofen, Gundlfing, Haidhof                                  |
| 5514 | Prunn                 | 10,55      | Prunn, Einthal, Emmerthal, Nußhausen, Pillhausen, Schloßprunn     |
| 5509 | Riedenburg            | 11,09      | Riedenburg, Aicholding, Gleislhof, Grub, Lintlhof, Neuenkehrsdorf |
| 5511 | Schaitdorf            | 4,26       | Schaitdorf, Ried                                                  |
| 5507 | Thann                 | 7,20       | Thann                                                             |
| | Stadt Riedenburg      | 100,32     |                                                                   |

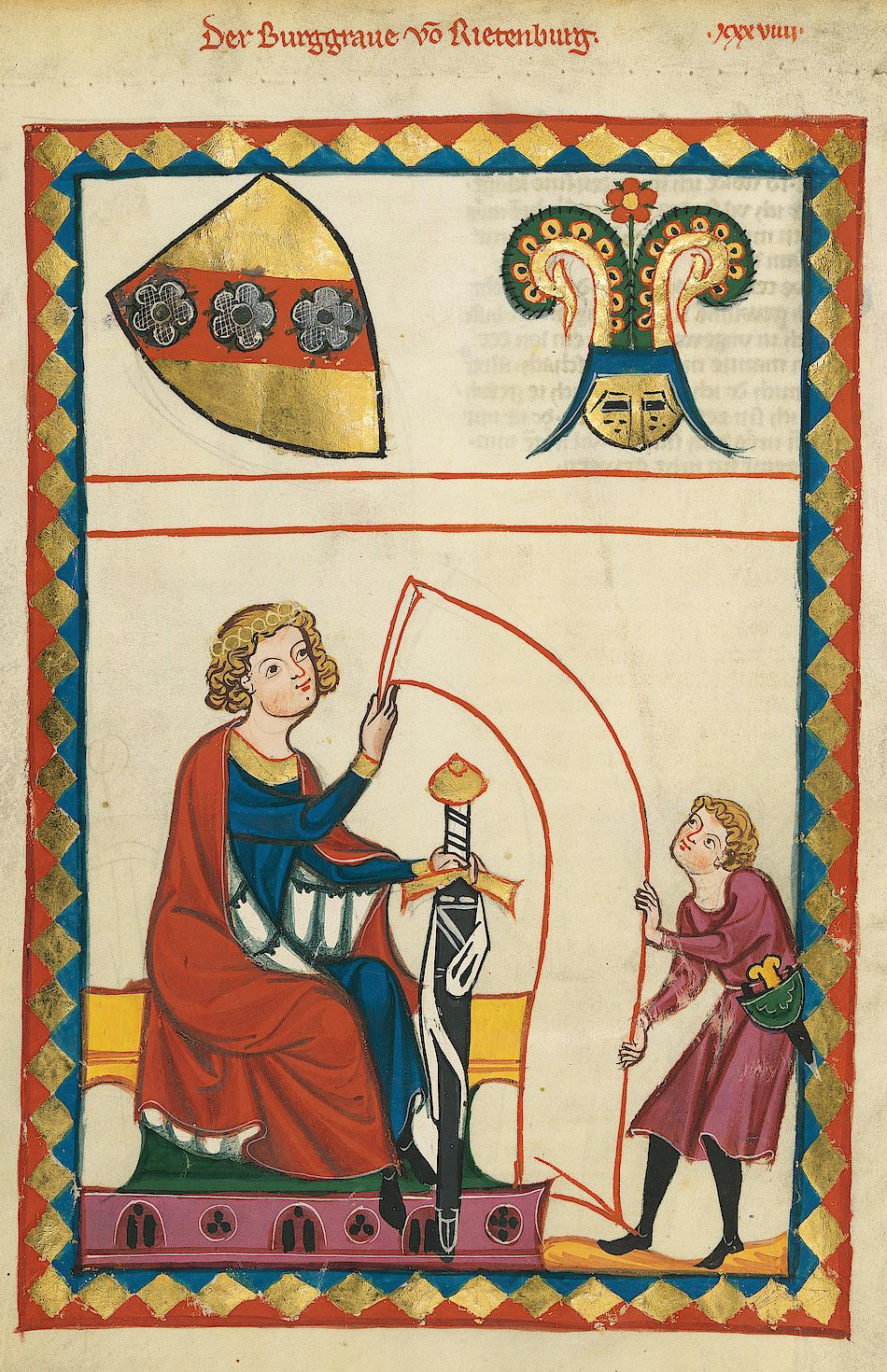
Codex Manesse zwischen 1305 und 1315: Burggraf von Riedenburg
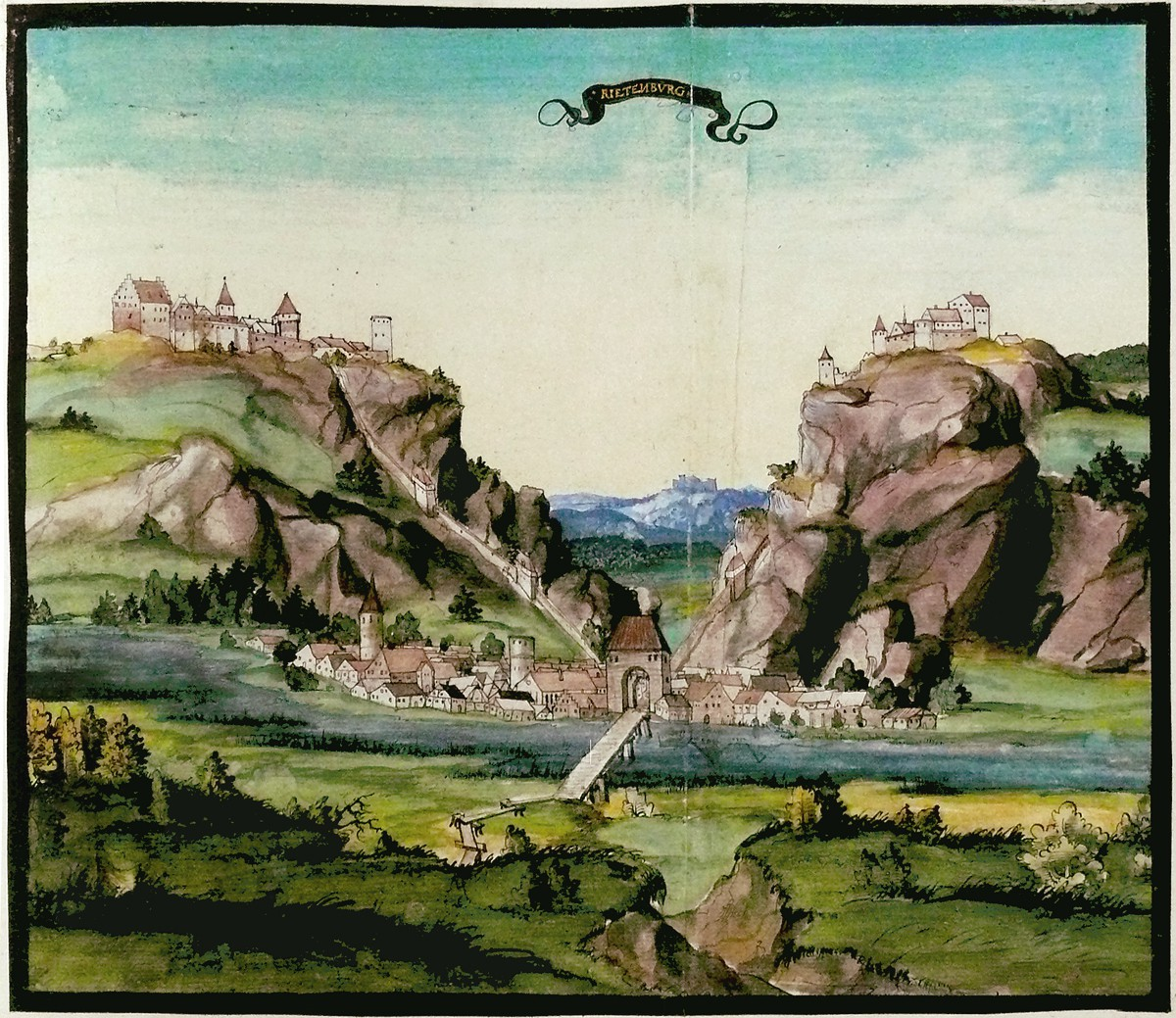
Ansicht von Riedenburg im Jahr 1536; Aquarell aus dem Reisealbum des Pfalzgrafen Ottheinrich
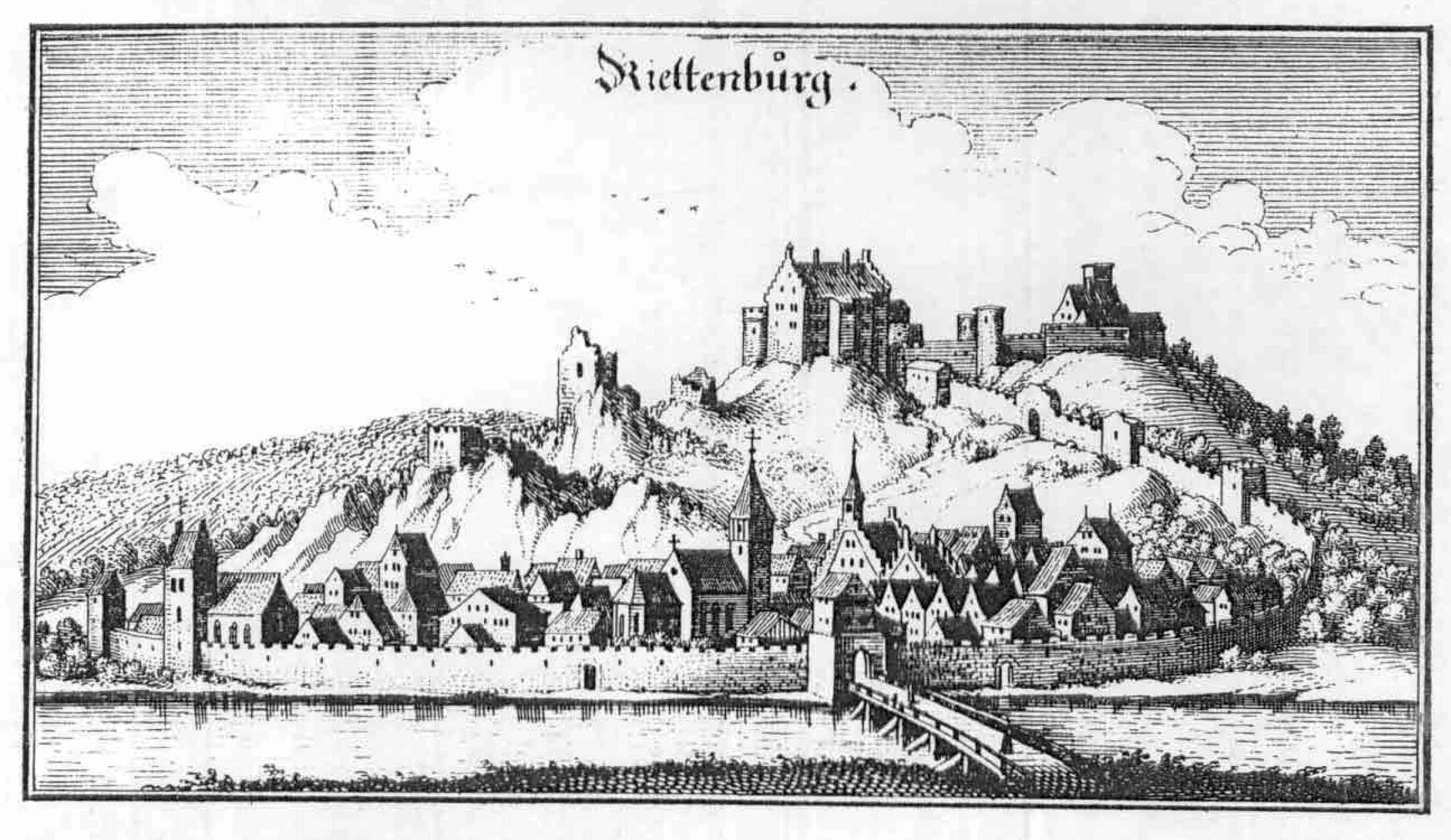
Matthäus Merian um 1665: Riettenburg
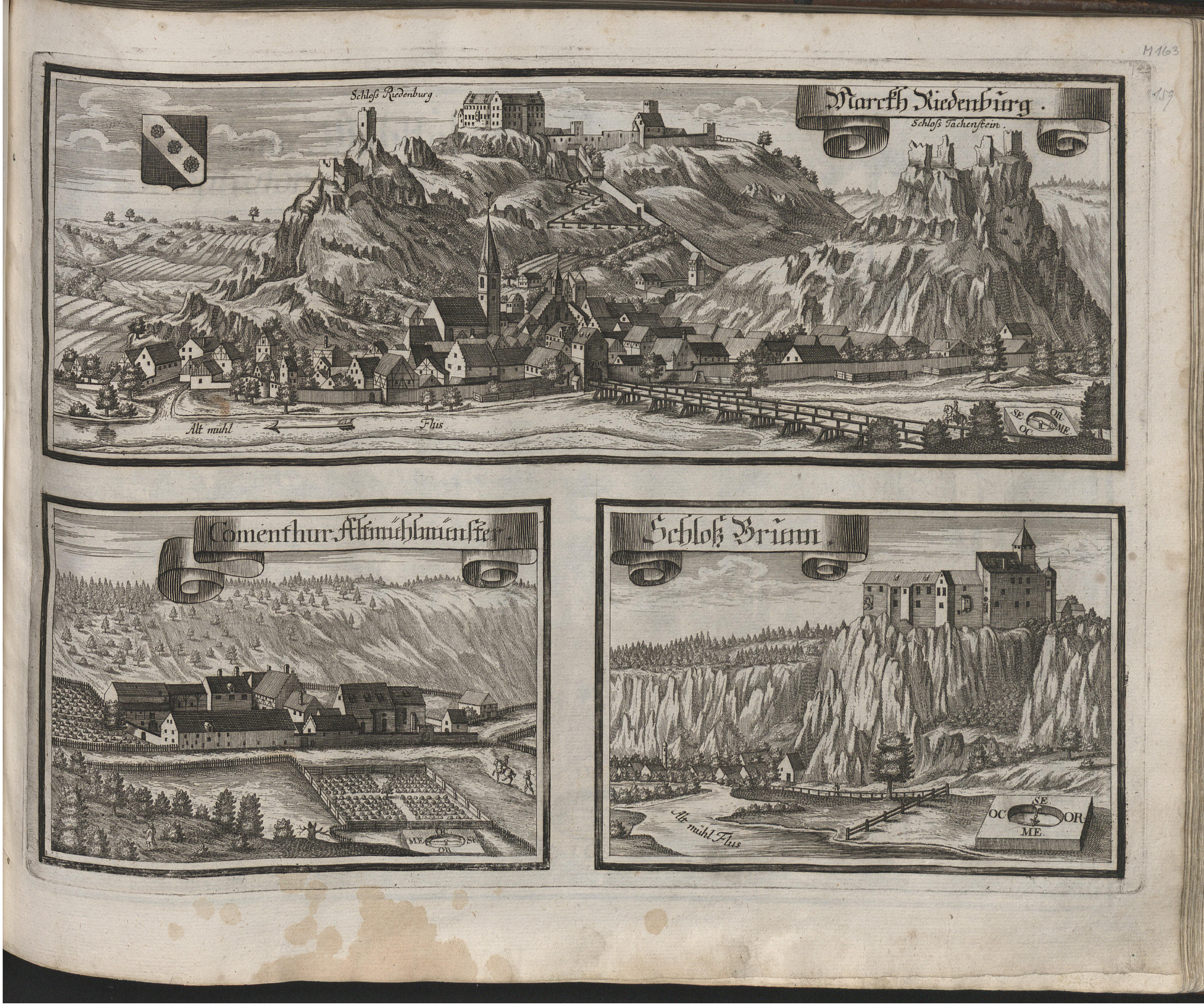
Michael Wening um 1701: Der Marcth Riedenburg, Comenthur Altmühlmünster, Schloss Brunn
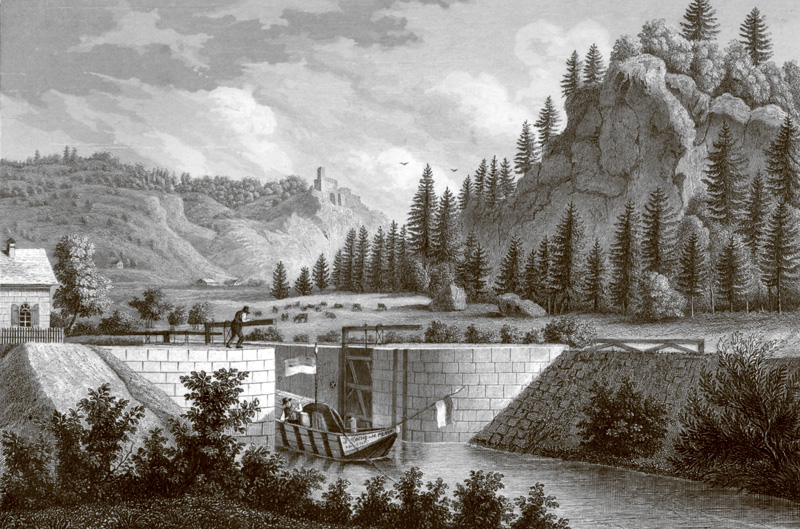
Alexander Marx um 1845: Ludwigskanal - Schleuse bei Randeck mit dem grauen Felsen

### Landschaft
Eine große Fläche ist Naturschutzgebiet. Auf Trockenrasen wächst eine Vielzahl seltener Pflanzen. Die Wälder um Riedenburg sind überwiegend Mischwald. Etwa 4 km östlich von Riedenburg liegt das Naturschutzgebiet Schloss Prunn.
Einen typischen Landwirt gibt es im Ort Riedenburg nicht mehr, nur ein Schäfer weidet die Juraflächen ab. Diese Bewirtschaftung dient zugleich zur Erhaltung des Trockenrasens mit seinen typischen Wacholderbüschen.
In Riedenburg mündet die Schambach mit zwei Armen und über eine Felsentreppe mit einem Wasserfall von über fünf Meter Höhe in den Stadtweiher, dieser ist – rechtsufrig – mehrfach kurz verbunden mit der Altmühl, zugleich Main-Donau-Kanal. Der heimatverbundene Landwirt Anton Mayer aus Riedenburg-Oberhofen kämpfte jahrzehntelang gegen den Kanal und die Zerstörung des Altmühltals.
Riedenburg ist die westlichste Gemeinde des Regierungsbezirks Niederbayern.
Südöstlich der Stadt liegt mit dem Naturwald Buchenwälder in der südlichen Frankenalb eines der größten Waldschutzgebiete Bayerns.

## Geschichte

### Bis zum 19. Jahrhundert
Die früheste schriftliche Nennung des Ortes stammt aus einer Urkunde des Jahres 1111, in der ein „Otto Rittenburgensis“ erwähnt wurde. Im Jahre 1129 wurde der Ort als „Rittenburc“ und „Rittenburch“ bezeichnet, 1179 als „Rietpurc“, um etwa 1190 als „Rietenburch“, 1319 als „Ritenburch“ und 1504 schließlich als „Riedenburg“. Zwischen 1519 und 1521 wurde außerdem die latinisierte Form „Ritoburgium arc et vicus“ (Riedenburg Burg und Dorf) verwendet.
Auf dem Kirchfelsen nördlich des Ortsteils Obereggersberg befinden sich die Reste der Burg Eggersberg, die im 13. Jahrhundert erbaut wurde.
Als Markt erscheint der Ort erstmals nach 1231 und wurde 1329 erstmals als Stadt genannt. Als Grafen der westlichen Donauauen herrschte das Geschlecht der Grafen von Riedenburg (Babonen) etwa ab 970. Daneben führten sie als kaiserliche Burggrafen das Kommando in der Reichsfestung Regensburg. Zwei Grafen von Riedenburg sind als Minnesänger im Codex Manesse abgebildet.
Wenn sie auch nicht die Gründer waren, so werden sie doch die ersten geschichtlich bekannten Schützer und Förderer des Ortes gewesen sein. Er lag unter ihrer Obhut geborgen innerhalb der Wehr- und Sperrmauern ihres Burgberges und entwickelte sich nach ihrem Aussterben 1196 unter den Wittelsbachern zu bescheidener Blüte. Riedenburg war nach dem ältesten Urbar von 1224 Amtssitz („Amt ze Ritenburc“).
Im Jahre 1333 erschien erstmals ein Riedenburger in einer Stiftsurkunde als Bürger. Das Siegel mit dem heutigen Stadtwappen der ehemaligen Herren von Riedenburg kam bereits 1336 vor. Im Bauernkrieg 1525 tat sich besonders der Pfleger von Riedenburg Erhard von Muggenthaler hervor und wurde gefangen genommen. Riedenburg wurde im Dreißigjährigen Krieg von 1632 bis 1634 und 1648 von den Schweden schwer heimgesucht. Das alte Rathaus in der Mitte der Altstadt stammt aus dem Jahre 1731.
Im Spanischen Erbfolgekrieg wurden 1703 Markt und Festung von den Österreichern geplündert und 1745 schlug General Graf Bärenklau dort sein Winterquartier auf. Im Jahre 1796 nahm Erzherzog Karl mit Mann, Ross und Wagen seinen Weg über den Tachenstein.

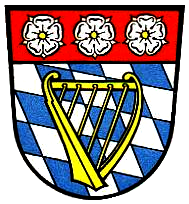
Wappen des Landkreises Riedenburg

### 19. und 20. Jahrhundert
Ein Landgericht älterer Ordnung entstand in Riedenburg 1802/3 im Zuge von Verwaltungsreformen in Bayern. Nach dem Verlust magistratischer Eigenrechte 1803/8 wurde die gemeindliche Selbstverwaltung mit dem Gemeindeedikt von 1818 wieder hergestellt.
Der durch Riedenburg führende Ludwig-Donau-Main-Kanal wurde zwischen 1835 und 1846 zur Verbindung des Mains mit der Donau gebaut und brachte wirtschaftlichen Aufschwung.

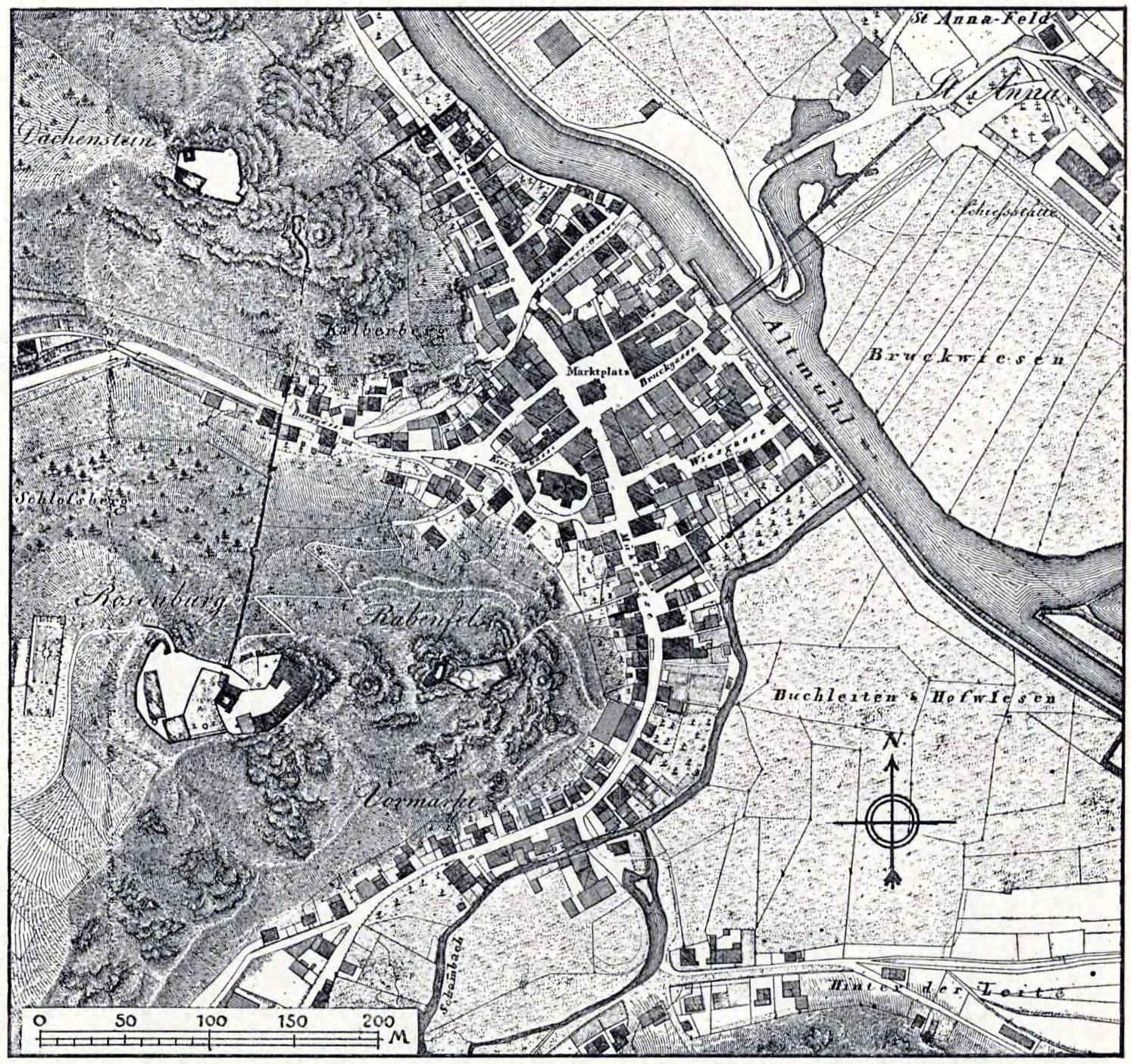
Riedenburg, Stadtplan von 1908

Ab 1862 wurden die administrativen Verwaltungsaufgaben aus den Landgerichten herausgelöst und auf die neu geschaffenen Bezirksämter übertragen. Das Gebiet des Landgerichts Riedenburg kam zum Bezirksamt Hemau. 1879 wurde das Gebiet um Riedenburg dem Bezirksamt Beilngries zugeteilt. 1908 wurde schließlich auch in Riedenburg ein eigenes Bezirksamt gebildet, ab 1939 als Landkreis bezeichnet.
Die über die Altmühl führende eiserne Bogenbrücke wurde 1945 vor dem Einmarsch der amerikanischen Truppen von den abrückenden deutschen Einheiten gesprengt. Ansonsten gingen der Erste und Zweite Weltkrieg ohne direkte Folgen an der Stadt vorüber.
Im Jahre 1952 wurde Riedenburg unter Franz Lang zur Stadt erhoben. Bis 1972 war Riedenburg Kreisstadt des Landkreises Riedenburg im bayerischen Regierungsbezirk Oberpfalz. Der Landkreis (Kfz-Kennzeichen RID) hatte vor der Auflösung 49 Gemeinden. Die größten Orte waren die Kreisstadt Riedenburg, die Stadt Dietfurt sowie Altmannstein und Mindelstetten. Landrat war bis zur Gebietsreform Franz Lang.
Am 1. Juli 1972 wurde die Stadt mit Umgebung im Zuge der Gebietsreform in Bayern mit Teilen der Altlandkreise Mainburg, Parsberg und Rottenburg an der Laaber dem Landkreis Kelheim zugeschlagen. Die weiteren Gemeinden des ehemaligen Landkreises kamen zu den Landkreisen Neumarkt in der Oberpfalz und Eichstätt.

### Eingemeindungen
Im Zuge der Gebietsreform in Bayern wurden am 1. Januar 1972 die Gemeinden Buch (mit der am 1. April 1949 eingemeindeten Gemeinde Echendorf), Eggersberg, Hattenhausen, Otterzhofen, Perletzhofen, Schaitdorf und Thann eingegliedert. Jachenhausen folgte am 1. Januar 1976. Meihern kam am 1. Januar 1978 mit der 1946 eingemeindeten Gemeinde Deising und der am 1. April 1971 eingegliederten Gemeinde Altmühlmünster (ohne den 1972 ausgegliederten Gemeindeteil Martlhof) hinzu. Der Reigen der Eingemeindungen wurde mit der Eingliederung der bisher selbständigen Gemeinden Baiersdorf und Prunn am 1. Mai 1978 abgeschlossen. Am 1. Januar 1980 wurde der westliche Zipfel des später aufgelösten gemeindefreien Gebiets Paintner Forst mit einer Größe von 302,02 ha nach Riedenburg eingegliedert.

### Einwohnerentwicklung
Im Zeitraum 1988 bis 2018 stieg die Einwohnerzahl um 1119 von 4911 auf 6030 bzw. um 22,8 %, Ende 2023 betrug sie etwas mehr als 6300.

## Politik

### Stadtrat
Der Stadtrat mit seinen 20 Mitgliedern wurde zuletzt am 15. März 2020 gewählt und setzt sich wie folgt zusammen:
1. Christlich-Soziale Union in Bayern (CSU) 32,4 %, 6 Sitze
2. Sozialdemokratische Partei Deutschlands (SPD) 7,6 %, 2 Sitze
3. Christliche Wählergemeinschaft Riedenburg (CWG) 28,25 %, 6 Sitze
4. Freie Wählerschaft Riedenburg (FW) 11,55 %, 2 Sitze
5. Bürgerliste Großgemeinde Riedenburg (BGR) 20,20 %, 4 Sitze

### Bürgermeister
Bei der Stichwahl am 29. März 2020 wurde Thomas Zehetbauer (CWG) mit 50,21 Prozent der Stimmen als Erster Bürgermeister gewählt. Dessen Konkurrent, der bisherige Bürgermeister Siegfried Lösch (CSU), erhielt 49,79 Prozent der Stimmen.

### Wappen

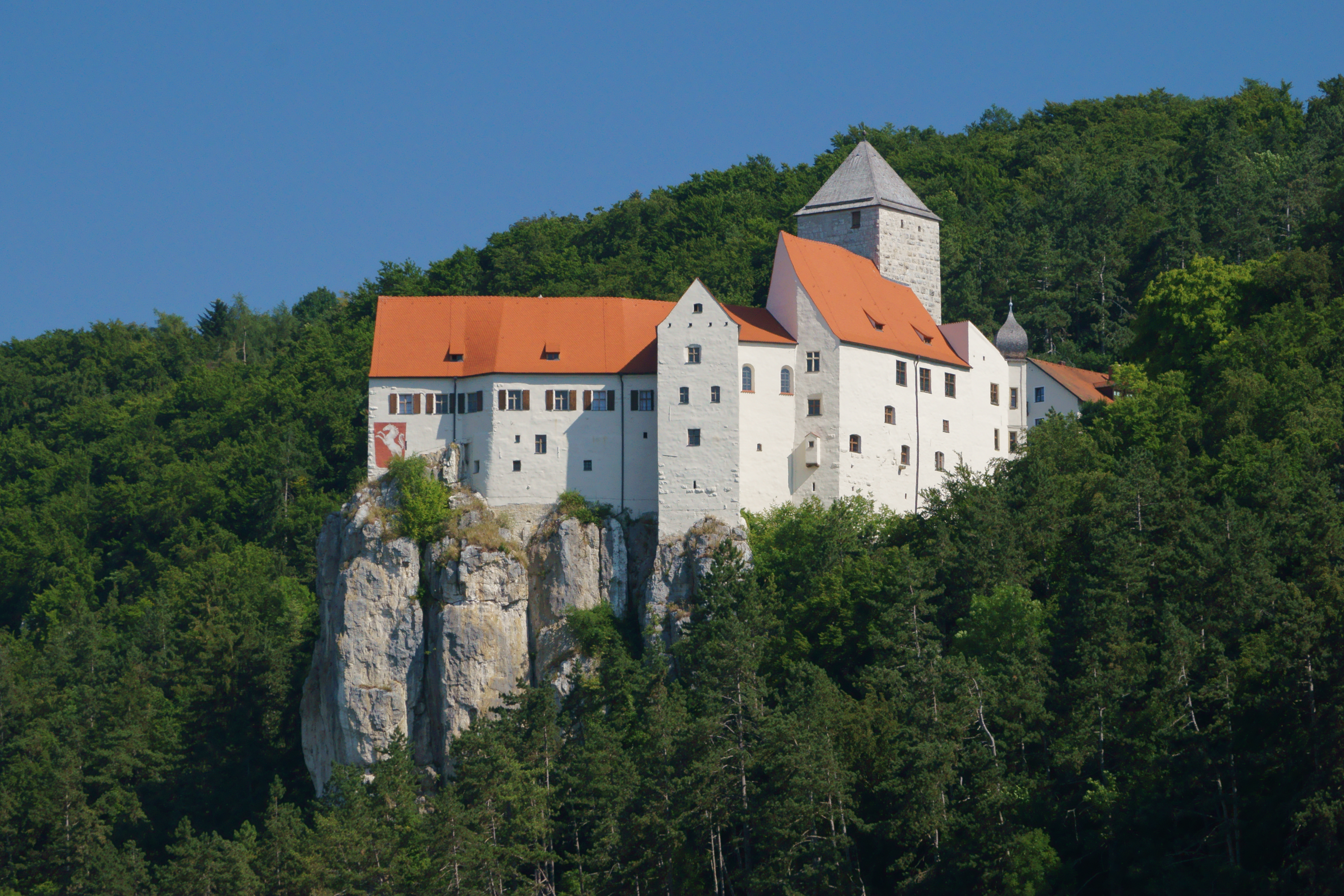
Burg Prunn

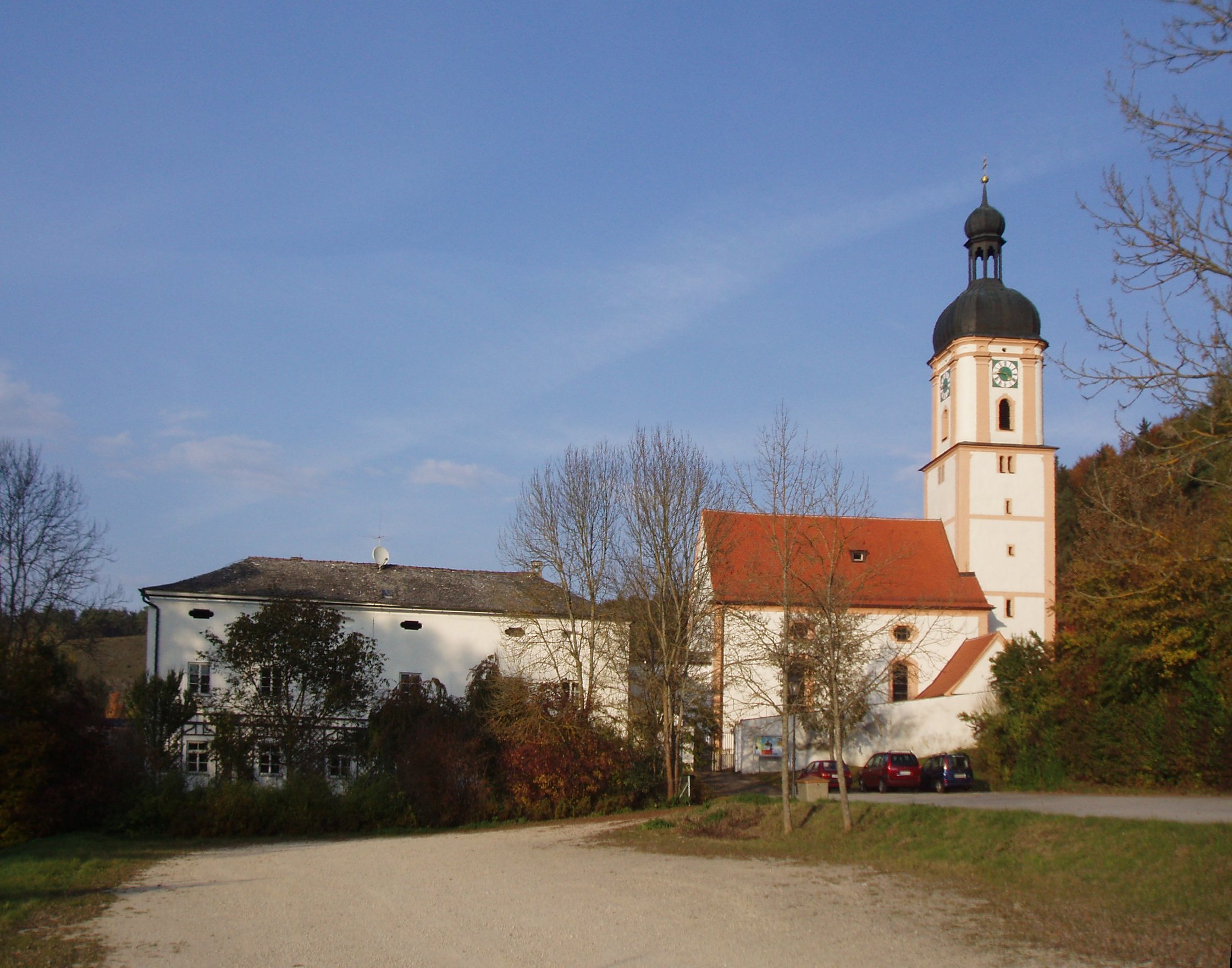
Mariä Heimsuchung in Schambach mit ehemaligem Pfarrhof

| Wappen Gde. Riedenburg | Blasonierung: „In Gold ein roter Schräglinksbalken, belegt mit drei silbernen heraldischen Rosen mit goldenen Butzen.“                                 |
| Wappen Gde. Riedenburg | Wappenbegründung: Abgeleitet vom Wappen des Geschlechts der Grafen von Riedenburg (Barbonen), das im 11. und 12. Jahrhundert im Donaugau ansässig war. |

## Kultur und Sehenswürdigkeiten
- Grabhügel von Riedenburg-Haidhof
- Stadtpfarrkirche St. Johann Baptist
- Klosterkirche St. Anna
- Wallfahrtskirche Mariä Heimsuchung im Ortsteil Schambach
- katholische Kirche St. Peter in Otterzhofen
- Falkenhof Schloss Rosenburg
- Burg Prunn. Von dort stammt eine Handschrift des Nibelungenliedes, der sogenannte „Prunner Codex“.
- Schloss Eggersberg

### Museen
- Kristall-Museum mit der größten Bergkristallgruppe der Welt (7,6 t). Hierzu gehören auch die „Fasslwirtschaft“, wo man aus 42 Biersorten aus aller Welt wählen kann und trinkt, während man in mehr als 100 Jahre alten riesigen Bierfässern sitzt, sowie ein Wilde-Kerle-Spielplatz und ein Minigolfplatz.
- Bauernhofmuseum in Echendorf zwischen Riedenburg und Altmannstein. Dort sind alte landwirtschaftliche Geräte und Maschinen ausgestellt, die der Museumsdirektor auch vorführt. Daneben gibt es auch Kühe, Ziegen und ein Pferd. Für die Kinder ist eine große Spielscheune vorhanden mit vielen Spielgeräten, zum Beispiel ein Trampolin, Billard, Tischfußball, Tischtennis, Minigolfbahnen, Schaukel, Kegelbahn und einem Balancierseil.

### Regelmäßige Feste und Veranstaltungen
- Antik- und Trödelmarkt jeden dritten Sonntag im Monat auf dem Gelände des Riedenburger Brauereibiergartens
- Sonnwendfeier im Altmühltal jedes Jahr am dritten Samstag im Juni
- Riedenburger Volksfest im August

## Wirtschaft, Infrastruktur und ansässige Unternehmen

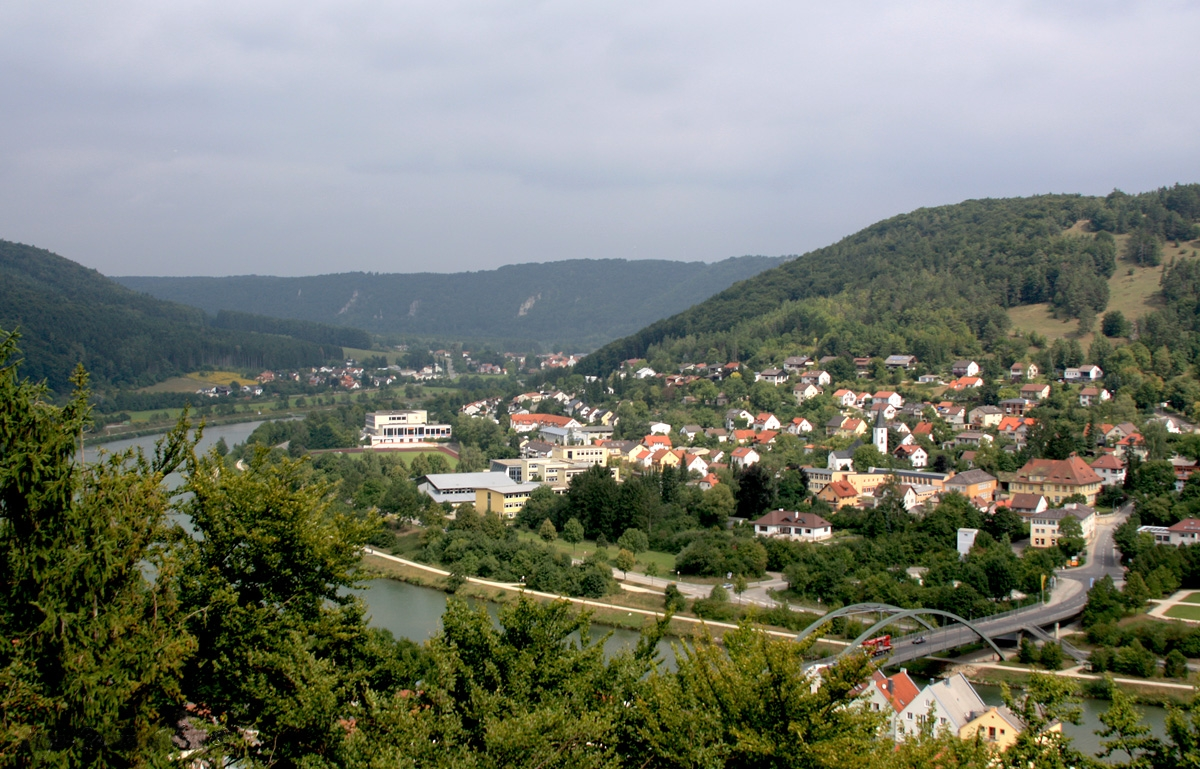
Riedenburg

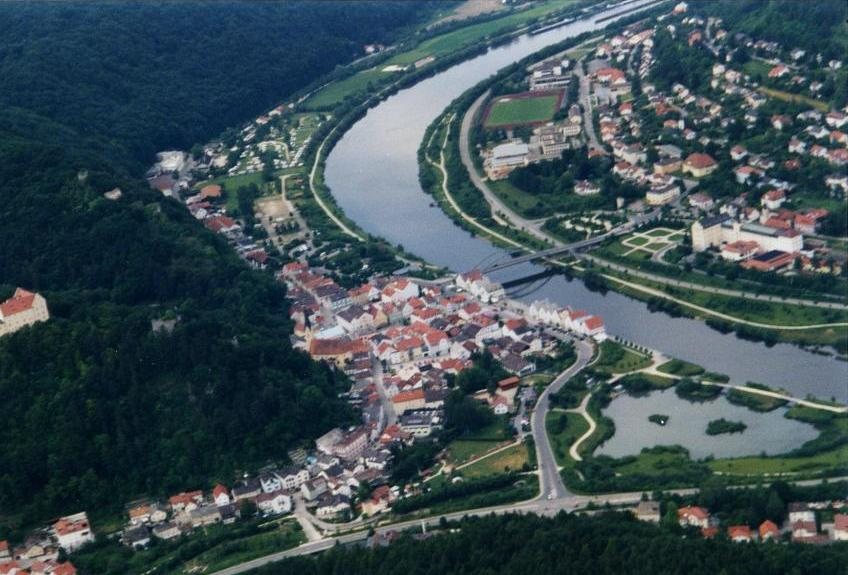
Luftaufnahme von Riedenburg

### Wirtschaft
Handwerk und Gewerbe standen früher hier in Blüte: Rot- und Weißgerber, Tuchmacher, Färber, Weber und Leineweber und Seiler erscheinen neben „Pierbreuwen“ (Bierbrauern) noch zahlreich in alten Unterlagen. Heute gibt es insbesondere
- zwei Brauereien, das Riedenburger Brauhaus (spezialisiert auf ökologische Biersorten wie z. B. Emmerbier) und die Brauerei Friedrich Riemhofer und
- eine Malzfabrik

In Haidhof wurde ein Gewerbegebiet geschaffen, im Herbst 2006 ein weiteres unmittelbar beim Schloss Aicholding bzw. neben der Staatsstraße 2230. Es wurde im Frühjahr 2007 mit der Eröffnung mehrerer Unternehmen freigegeben und bezeichnet sich als „Gewerbe-Park“.
Viele Riedenburger pendeln nach Ingolstadt sowie nach Kelheim zur Arbeit.

### Tourismus
Riedenburg ist anerkannter Luftkurort und wird im Sommer von zahlreichen Urlaubern besucht. Ausgebaute Wanderwege, Radwege, Campingplätze und die zentrale Lage in Bayern werden gut angenommen. Ein Badesee sowie eine Sommerrodelbahn in Haidhof (St. Agatha) sind vorhanden. Drachenfliegen ist oberhalb von St. Agatha auf der anderen Kanalseite in Jachenhausen an Wochenenden für Befugte möglich.

### Verkehr

#### Anbindung an das Autobahnnetz
Die Stadt befindet sich in der Nähe von drei Hauptverkehrsadern:
- über die Ausfahrten 58 (Altmühltal) und 59 (Denkendorf) der A 9
- über die Ausfahrt 94 (Parsberg) der A 3
- über die Ausfahrt 49 (Abensberg) der A 93

#### Schiffsverkehr
Der durch Riedenburg führende Ludwig-Donau-Main-Kanal wurde zwischen 1835 und 1846 zur Verbindung des Mains mit der Donau gebaut. Die aus Holz gefertigten und von Pferden getreidelten Lastschiffe befuhren noch bis 1950 die Wasserstraße. In Riedenburg gab es eine Ladestelle (Anlände) für den Güterumschlag. Im Gemeindegebiet gab es die teils abgegangenen und die (soweit erhalten) unter Denkmalschutz stehenden Schleusen 5 bis 11.
Im Jahre 1987 wurde im Stadtbereich mit dem Ausbau der Altmühl zum Main-Donau-Kanal begonnen. Seit der Fertigstellung 1993 gibt es dort einen bescheidenen unwirtschaftlichen Schiffsverkehr. Die Rhein-Main-Donau Wasserstraßen GmbH (kurz „RMD Wasserstraßen GmbH“) wurde Anfang 2020 vom Freistaat Bayern für einen symbolischen Euro übernommen, um die Ingenieurkapazitäten über den nahezu abgeschlossenen Wasserstraßenausbau hinaus langfristig für den Hochwasserschutz in Bayern zu erhalten. Die Gesellschaft firmiert heute unter dem Namen Wasserbauliche Infrastrukturgesellschaft mbH (WIGES).

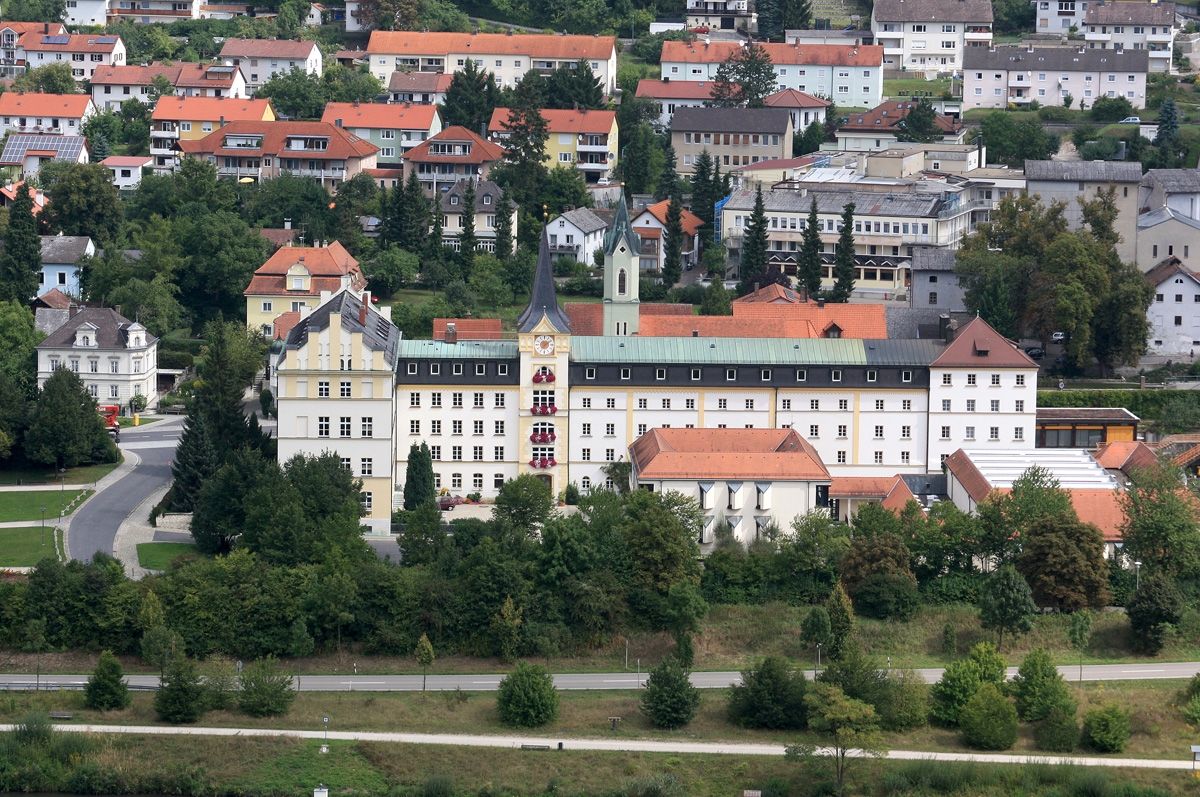
Mädchenrealschule St. Anna

#### Bahnverkehr
Zwischen 1904 und 1972 war Riedenburg Endstation der Strecke aus Ingolstadt. Diese Verbindung wurde 2004 abgebaut und ist nunmehr ein Bahntrassenradweg.

### Bildung
- Grund- und Mittelschule
- Johann-Simon-Mayr-Realschule (gemischtgeschlechtlich)
- Mädchenrealschule St. Anna (Kloster St. Anna Riedenburg)
- Schullandheim Riedenburg

### Gemeindeleben
Riedenburg war nach dem Diözesan-Matrikel seit ca. dem 14. Jahrhundert eine Filiale der Pfarrei Schambach. Die Stadtpfarrkirche St. Johannes Baptist wurde im Jahre 1739 im Stil des Spätbarock errichtet. Das Bischöfliche Ordinariat Regensburg empfahl am 26. November 1909 die Errichtung eines Pfarrvereins. Dies führte letztlich dank staatsaufsichtlicher Genehmigung und oberhirtlicher Bestätigung am 11. Oktober 1921 zur Erhebung von Riedenburg zu einer eigenen Pfarrei, die Selbständigkeit erhielt die Pfarrei im April 1955. Derzeit betreut die Pfarrei ca. 2.480 Katholiken unter Einbeziehung der Pfarrei Eggersberg-Thann. Die Stadtpfarrkirche befindet sich im Eigentum der Kirchenstiftung St. Johannes Baptist Riedenburg. Neben zahlreichen Filialkirchen bzw. Kapellen für die einzelnen Ortsteile existieren auch weitere teils im Privatbesitz befindliche religiöse Denkmäler. Das Pfarrheim Christkönigshaus besteht seit 1956 und ist neben dem Pfarrhof und der Pfarrkirche angesiedelt. Eine Renovierung mit Umgestaltung des Pfarrheims endete 2005.

## Söhne und Töchter der Stadt
- Otto von Riedenburg († 1089), 17. Bischof von Regensburg
- Adelheid von Riedenburg, im 12. Jahrhundert Königin von Ungarn
- Josef Anselm Pangkofer (1804–1854), Mundartdichter
- Franz Josef Wild (1922–1998), Regisseur und Pionier des heimischen Fernsehens
- Anton Mayer (1926–2010), Umweltaktivist
- Josef Schweiger (* 1936), Prälat, Träger des Bundesverdienstkreuzes 1. Klasse
- Fritz Bilz (* 1944), Historiker und Publizist, Maler und Graphiker
- Maximilian Halbritter (* 1955), Autor von neun Bänden historischer Heimatbücher
- Josef Graf (* 1957), römisch-katholischer Theologe und Weihbischof im Bistum Regensburg